# Fraude acadêmica no Brasil
Fraude acadêmica é todo tipo de prática antiética relativa a trabalho acadêmico. Como tal compreendemos a apropriação de texto, compra ou venda de trabalhos, violação de direitos autorais, terceirização de tarefas, falsificação de títulos, declarações e documentos de qualquer natureza.
A fraude acadêmica inclui fraude artística, fraude científica, fraude textual (plágio), fraude intelectual, fraudes em concursos e processos eletivos, charlatanismo - mas não se limita a estes. Trata-se de espécie de fraude muito difundida atualmente.
Advogados ouvidos apontaram que a discussão sobre a compra de dissertações e teses pela internet precisa ser no campo da ética e da moral. Penalmente, a questão é controversa e de difícil caracterização, segundo os especialistas consultados.

## Venda de diplomas
O assunto venda de diplomas ilegais é recorrente. Em 2000, Antônio Gois (Repórter da Folha de S.Paulo) fez uma reportagem em que, atraído por anúncios de jornal que prometiam diplomas com facilidade, se matriculou em um curso na periferia de São Paulo e foi orientado pelo dono do curso a deixar todas as respostas de uma prova em branco. A aprovação seria automática.
Atualmente, já não se faz necessário o uso desse artifício, qualquer pesquisa superficial pela internet aponta dezenas de sites vendendo diplomas de graduação e pós-graduação (inclusive mestrado e doutorado) de universidades - em muitos casos à escolha do interessado.

## Venda de teses
O tipo de fraude mais disseminado é a contratação da elaboração ou venda de trabalho acadêmico; principalmente com o advento da internet, a facilidade para acesso aos textos e, concomitantemente, para a divulgação a atividade fraudatória, esse tipo de contra-facção se vulgarizou. A recente exigência da redação de um trabalho de conclusão de curso em todas as graduações, somada à insegurança gerada pela má formação e falta de tempo e de interesse em fazer pesquisa levam alunos a comprar trabalhos. "O negócio se profissionalizou de tal forma que a qualidade das monografias, teses e dissertações feitas sob encomenda é reconhecida pelas bancas examinadoras de instituições famosas pela produção intelectual qualificada."

## Punibilidade
Advogados ouvidos apontaram que a discussão sobre a compra de dissertações e teses pela internet precisa ser no campo da ética e da moral. Penalmente, a questão é controversa e de difícil caracterização, segundo os especialistas consultados.

### Punição restrita à área cível
Segundo Mário Elias Soltoski Júnior, o plágio é um caso de crime qualificado porque tem intuito de lucro, que não necessariamente precisa ser dinheiro. “Pode ser a aprovação no curso”, explica. O que acontece é que mesmo em situações raras, em que a questão é levada à Justiça, a discussão se concentra na área cível e não criminal, com o autor exigindo indenização do fraudador. E quando alguém concorda em ceder a autoria de uma produção intelectual, a chance de algum tipo de punição acontecer despenca. No caso das universidades, um trabalho original comprado, de comum acordo entre as partes, dificilmente é descoberto. E quando é, restam sanções administrativas, que variam conforme a normatização de cada instituição, começando com a exigência de refazer o trabalho e chegando até a expulsão.
“Se um aluno usa a monografia de outro para obter o grau de bacharel, fere o princípio da originalidade. Se ele diz que é dele, mesmo com a autorização de outro, no caso ambos estão professando falsidade ideológica”, defende o professor universitário Luiz Eduardo Simões de Souza. Para o revisor Públio Athayde, é possível enquadrar como fraude em alguns casos, formação de quadrilha (Art. 288) em outros, e violação de direitos autorais quase sempre. Ele cita o possível enquadramento no artigo 298 do Código Penal, que fala sobre falsificação de documento particular e como falsidade ideológica, já que quem copia partes da obra de outros sem atribuir o crédito estaria omitindo informação.
Há ainda o artigo 299 do Código Penal Brasileiro, que versa sobre “omitir, em documento público ou particular, declaração que dele devia constar, ou nele inserir ou fazer inserir declaração falsa ou diversa da que devia ser escrita, com o fim de prejudicar direito, criar obrigação ou alterar a verdade sobre fato juridicamente relevante”.